# Podzaldów
Podzaldów – przysiółek wsi Wzory w Polsce, położony w województwie świętokrzyskim, w powiecie opatowskim, w gminie Iwaniska. Przysiółek wchodzi w skład sołectwa Wzory.
W latach 1975–1998 przysiółek należał administracyjnie do województwa tarnobrzeskiego.